# Kombajn do ogórków

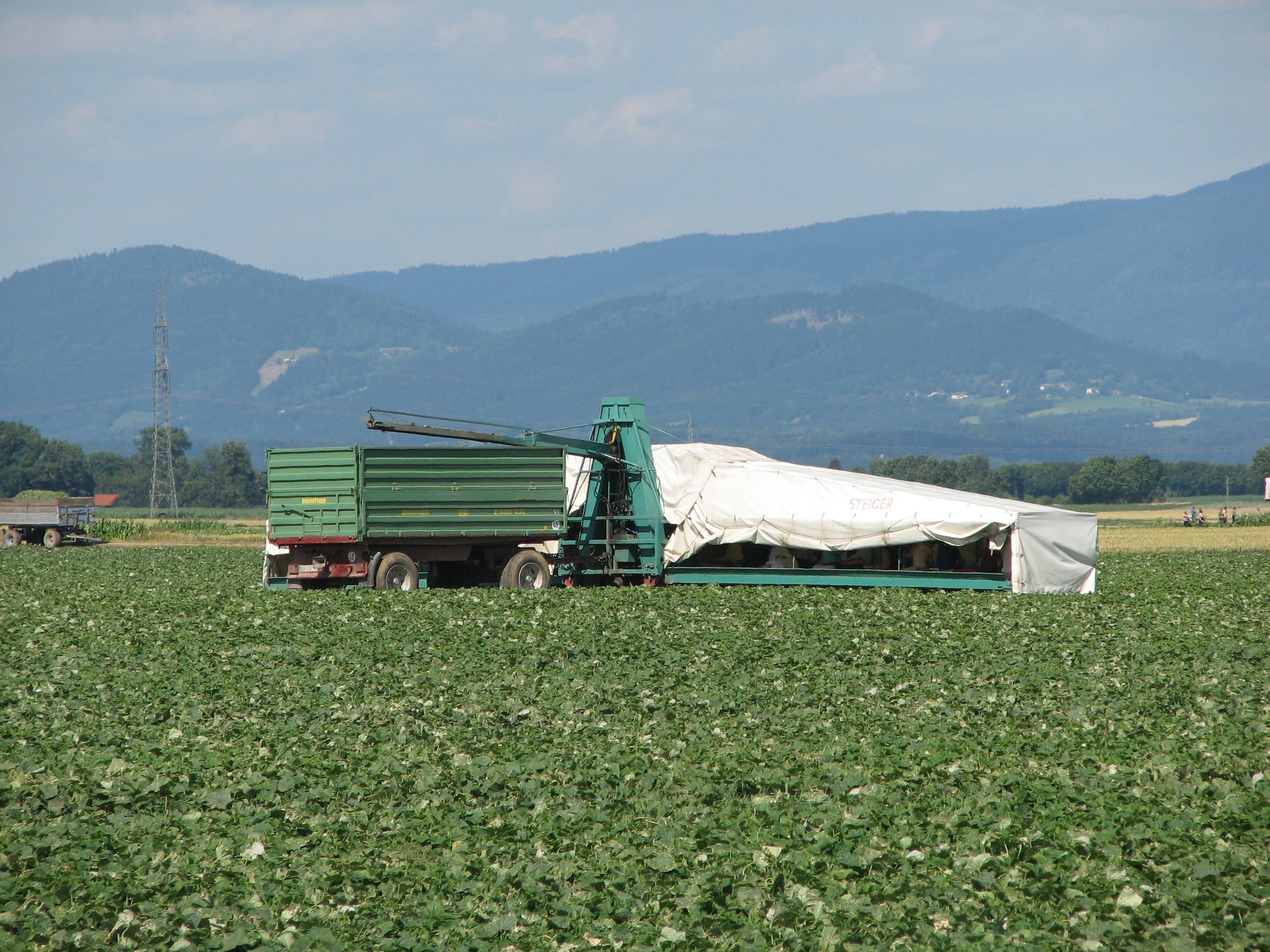
Kombajn do ogórków, tzw. samolot

Kombajn do ogórków (pot. samolot, niem. Gurkenflieger) – maszyna rolnicza używana do półautomatycznego zbioru ogórków lub owoców innych roślin niskopiennych, np. truskawek. Może być również wykorzystywany do sadzenia i odchwaszczania.

## Zasada działania
Kombajn składa się z dwóch platform o długości do 15 m umieszczonych po obu stronach ciągnika nisko nad powierzchnią gruntu. Ogórki zbierane są ręcznie przez ludzi leżących na platformach przesuwających się powoli nad uprawą, a następnie umieszczane na przenośniku taśmowym, skąd trafiają do zbiornika.